# Soglia di povertà

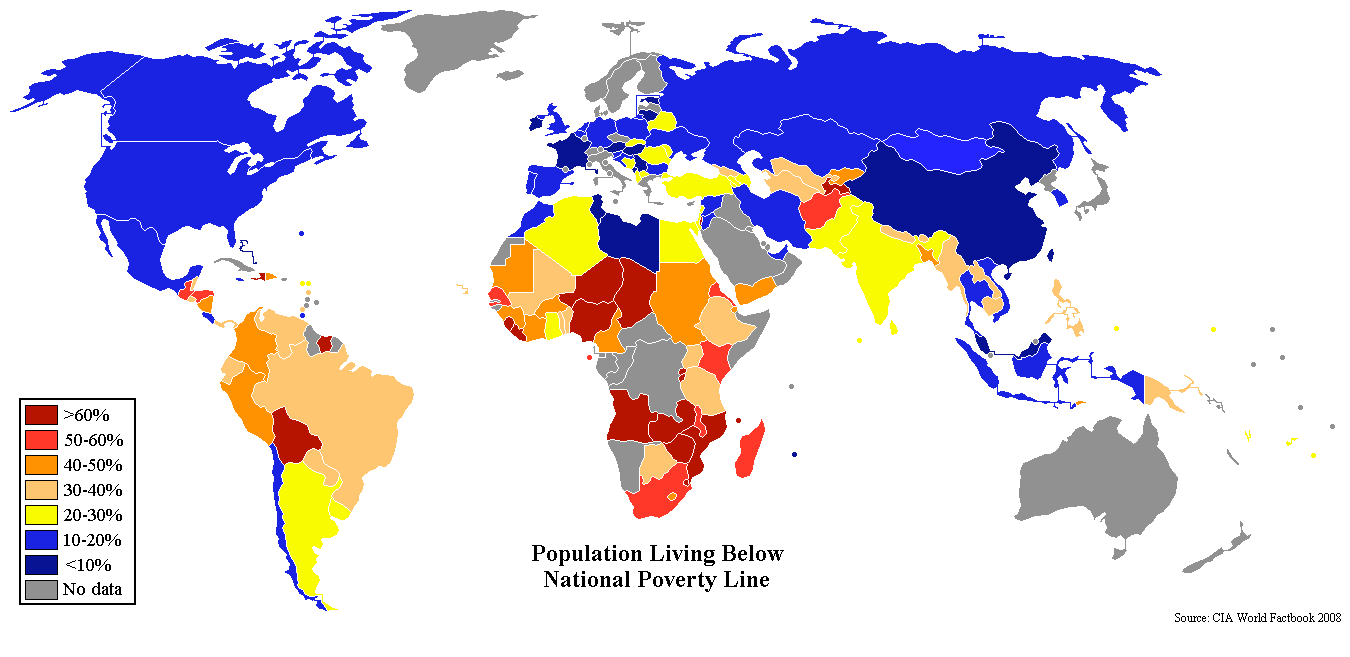
Persone che vivono sotto la soglia di povertà (basata su dati CIA World Factbook).

La soglia di povertà è un parametro normativo che cerca di stabilire il livello di reddito al di sotto del quale una famiglia od un individuo possano venire considerati poveri. Tale soglia assume valori radicalmente diversi a seconda del paese preso in considerazione: paesi sviluppati o paesi in via di sviluppo.
La soglia di povertà può essere definita in termini assoluti (basato su un paniere di consumo minimo – povertà assoluta) o relativi (percentuale del reddito medio – povertà relativa).

## In Europa
Secondo i dati ISTAT diffusi nel 2018, la povertà in Europa “si mantiene stabile nel 2016 rispetto al 2015, con un’incidenza pari al 23,5% della popolazione (118 milioni di individui a rischio di povertà o esclusione sociale).

## In Italia

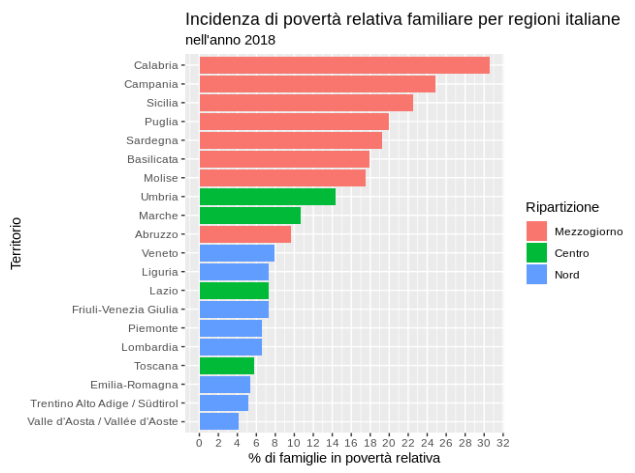
dati Istat

Singoli fattori sono presi in considerazione per adeguare il concetto alla diversità delle situazioni, come ad esempio i carichi di famiglia o l'età. Per ogni tipologia di famiglia esiste una diversa soglia di povertà. La soglia assoluta di povertà nel 2015 era di 1050,95 euro al mese per una famiglia di due persone. Tale livello variava per un singolo da 552,39 euro ad 819,13 euro a seconda della regione di residenza secondo l'ISTAT.  Una famiglia composta da due persone nel 2017 in Italia viene considerata relativamente povera se composta da due soggetti e se ha un reddito medio mensile inferiore alla soglia di 1.100 euro mensili. La famiglia composta da una persona è considerata relativamente povera se ha un reddito medio inferiore a 640 euro al mese. Una famiglia con un figlio a carico è considerata relativamente povera con un reddito medio netto mensile inferiore ai 1400 euro.

### Nel 2017
L'ISTAT ha rilevato che nel 2017 gli italiani vivevano in povertà assoluta erano 5 milioni, 261.000 in più che nell'anno precedente, di cui 1.2 milioni minorenni e il 32% degli immigrati, segnando un nuovo record dal 2005. I poveri sono distribuiti in 1.7 milioni di famiglie e pari all'8.3% della popolazione residente, in aumento rispetto al 7.9% del 2016 e al 3.9% del 2008. 
Più attenuato è il trend di crescita della povertà assoluta delle famiglie in rapporto alle famiglie residenti: 6.9% nel 2017, e 6.3% nel 2016. Si tratta dei valori più alti dell'intera serie storica disponibile. Dal 2010 al 2018 il numero di famiglie senza un lavoratore è raddoppiato. Sono 9.3 milioni le persone che vivono in povertà e 18 milioni sono ritenute a probabile rischio dall'ISTAT.
Il rapporto rivela sensibili differenze rispetto al livello di istruzione: vive in povertà assoluta il 10.2% (8.6% nel 2016) dei nuclei familiari in cui il componente col titolo di studio più elevato possiede la licenza elementare, rispetto al 3.6% delle famiglie con almeno un diplomato. Più del 10% delle famiglie e degli individui residenti nel Sud vive in povertà assoluta. Un dato analogo di povertà assoluta (10.1% nel 2017) si riscontra da nord a sud nei Comuni centro di area metropolitana (Torino, Milano, Venezia, Genova, Bologna, Firenze, Roma, Napoli, Bari, Palermo, Catania, Cagliari), quasi raddoppiato rispetto al 5.8% del 2016.

### Nel 2023
Secondo il Report Povertà diffuso da Caritas Italiana nel 2023, al 2022 vivono in povertà assoluta 5.673 milioni di persone (contro le 5.316 del 2021) e 2.187 milioni di famiglie (contro 2.022 del 2020). Secondo l'Istat, l'incremento dell'indigenza è da attribuirsi all'impennata dell'inflazione che ha raggiunto i livelli toccati a metà degli anni Ottanta.